# Кіселяни-Жміхи
Кіселяни-Жміхи (пол. Kisielany-Żmichy) — село в Польщі, у гміні Мокободи Седлецького повіту Мазовецького воєводства.
Населення — 234 особи (2011).
У 1975-1998 роках село належало до Седлецького воєводства.

## Демографія
Демографічна структура станом на 31 березня 2011 року:
|          | Загалом | Допрацездатний вік | Працездатний вік | Постпрацездатний вік |
| -------- | ------- | ------------------ | ---------------- | -------------------- |
| Чоловіки | 120     | 33                 | 71               | 16                   |
| Жінки    | 114     | 37                 | 56               | 21                   |
| Разом    | 234     | 70                 | 127              | 37                   |